# حسونة قسومة
حسونة قسومة ( -27 أغسطس 2007) شاعر غنائي تونسي، يُعدّ من «صُنّاع ربيع الأغنية التونسية وأحد فرسانها»، اشتهر بكتاباته الغنائيّة في فترة الثمانينات التي عُرفت بالفترة الذهبيّة للموسيقى التونسيّة، حيث شَكّل مع الملحن عبد الرحمن العيادي والمغنية ذكرى ثلاثيًّا أُطلق عليه «الثلاثي الذهبي للأغنية التونسية».
بدأ رحلته الفنيّة من البرنامج التلفزيوني «نجوم الغد»، انتقل بعدها إلى المجموعة الصوتية لفرقة الرشيدية التراثية تحت إدارة عبد الحميد بلعلجية. كتب أغنيات لأمينة فاخت منها «أنت مرادي» و«الحياة صعبت علينا»، وكتب لذكرى نحو 20 أغنية منها «لمن يا هوى» و«إلى حضن أمي» وهما من الأعمال التي ساهمت في شهرة ذكرى عربيًّا.

## وفاته
توفي يوم الاثنين 27 أغسطس 2007 ميلاديًّا، الموافق 14 شعبان 1428 هجريًا عن عمر ناهز 55 عامًا.

## تكريمات
منحه زين العابدين بن علي وسام الاستحقاق الثقافي.